# Gerippte Purpurschnecke
Die Gerippte Purpurschnecke (Ocenebra erinacea) ist eine im Meer lebende Schneckenart aus der Familie der Stachelschnecken (Muricidae). Sie ernährt sich räuberisch in erster Linie von Austern (Ostreidae) und anderen Muscheln. Wie einige andere Schnecken mit ähnlichen Ernährungsgewohnheiten heißt sie auch Austernbohrer.

## Merkmale

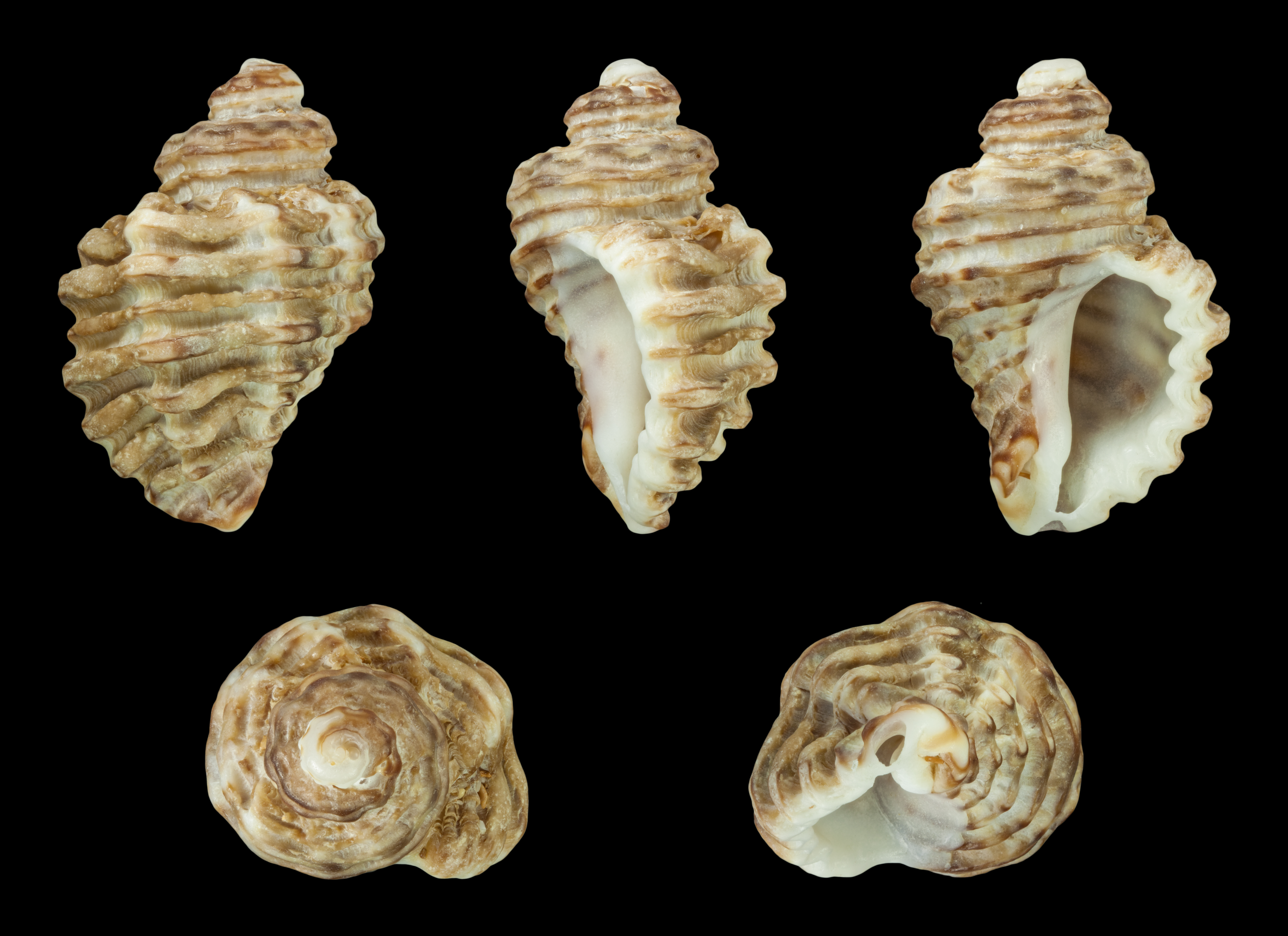
Ocenebra erinaceus torosa

Das Gehäuse der Gerippten Purpurschnecke wird bis zu 6 cm hoch. Es ist konisch mit einer stark vergrößerten Endwindung. insgesamt werden vier bis sieben Windungen gebildet. Die ovale Mundöffnung läuft in einen mäßig langen, geschlossenen Siphonalkanal aus. Die Oberfläche ist durch axiale Rippen und spiralige Lamellen stark skulptiert. Im Kreuzungsbereich von Rippen und Lamellen sind diese oft stachelartig ausgezogen. Die Variation in der Skulptierung ist groß und führte zur Aufstellung von zahlreichen Arten und Unterarten, die heute als Synonyme von Ocenebra erinacea betrachtet werden. Die Gehäuse sind cremefarben mit rostbraunen Flecken. Der Weichkörper des Tieres ist gelblich bis weißlich mit rostbraunen Flecken. Die Kopftentakeln verjüngen sich im äußeren Drittel merklich. Die Augen sitzen am Übergang vom dünnen äußeren Drittel zum dickeren basalen Teil. Im vorderen Teil des Fußes gibt es einen Bereich, der als eine Art Saugnapf funktioniert. Damit kann das Tier seine Beute festhalten.

## Geographische Verbreitung und Vorkommen
Die Gerippte Purpurschnecke kommt im östlichen Atlantik und seinen Nebenmeeren (Nordsee und Mittelmeer) vor. Sie lebt dort auf Hartböden, gewöhnlich in geringer Tiefe. Sie kommt von der Niedrigwasserlinie bis in etwa 150 m Wassertiefe vor.

## Ernährung
Die Gerippte Purpurschnecke lebt räuberisch, hauptsächlich von Muscheln. Mit ihrem Fuß übt die Schnecke einen starken Druck auf den Schlitz der beiden Klappen aus. Dadurch öffnen sich diese einen Spalt, durch den die Schnecke ihren Rüssel schiebt und die Weichteile des Opfers frisst. Muscheln, die sich auf diese Weise nicht öffnen lassen, werden mit Hilfe der Radula angebohrt, bis ein Loch in der Schale entstanden ist. Dann streckt die Schnecke die bewegliche Schnauze hindurch und frisst das Opfer.